# Michael Hussey
Pour les articles homonymes, voir Hussey.
Michael Edward Killeen Hussey est un joueur de cricket international né le 27 mai 1975 à Morley. Ce batteur gaucher débute en first-class cricket avec l'équipe d'Australie-Occidentale en 1994. Il est sélectionné pour la première fois avec l'équipe d'Australie en One-day International (ODI) en 2004. Il dispute son premier test-match en 2005, à l'âge de trente ans, après avoir marqué plus de quinze mille runs en first-class cricket, notamment en Australie et en Angleterre, plus qu'aucun autre débutant australien à ce niveau.
Il connaît un début de carrière statistiquement réussi dans cette forme de jeu, avant de voir sa moyenne à la batte diminuer. En ODI, il est occasionnellement capitaine de la sélection en 2006 et 2007. Ses connaissances sur le cricket et sa minutie dans sa préparation lui valent le surnom de « Mr. Cricket ». Son frère cadet David devient lui aussi international australien en 2008.

## Bilan sportif

### Principales équipes
| Internationales                   | Internationales | Internationales | Internationales |
| Équipe                            | Test            | ODI             | Twenty20        |
| --------------------------------- | --------------- | --------------- | --------------- |
| Australie                         | 2005 - 2013     | 2004 - 2012     | 2005 - 2012     |
| Autres                            |                 |                 |                 |
| Équipe                            | First-class     | List A          | Twenty20        |
| Australie-Occidentale (Australie) | 1994-1995 -     | 1996-1997 -     |                 |
| Northamptonshire (Angleterre)     | 2001 - 2003     | 2001 - 2003     | 2003            |
| Gloucestershire (Angleterre)      | 2004            | 2004            | 2004            |
| Durham (Angleterre)               | 2005            | 2005            |                 |
| Chennai Super Kings (Inde)        | NC              | NC              | 2008 -          |
| Perth Scorchers (Australie)       | NC              | NC              | 2011-2012 -     |